# Chiesa dei Santi Simone e Giuda (Spoleto)

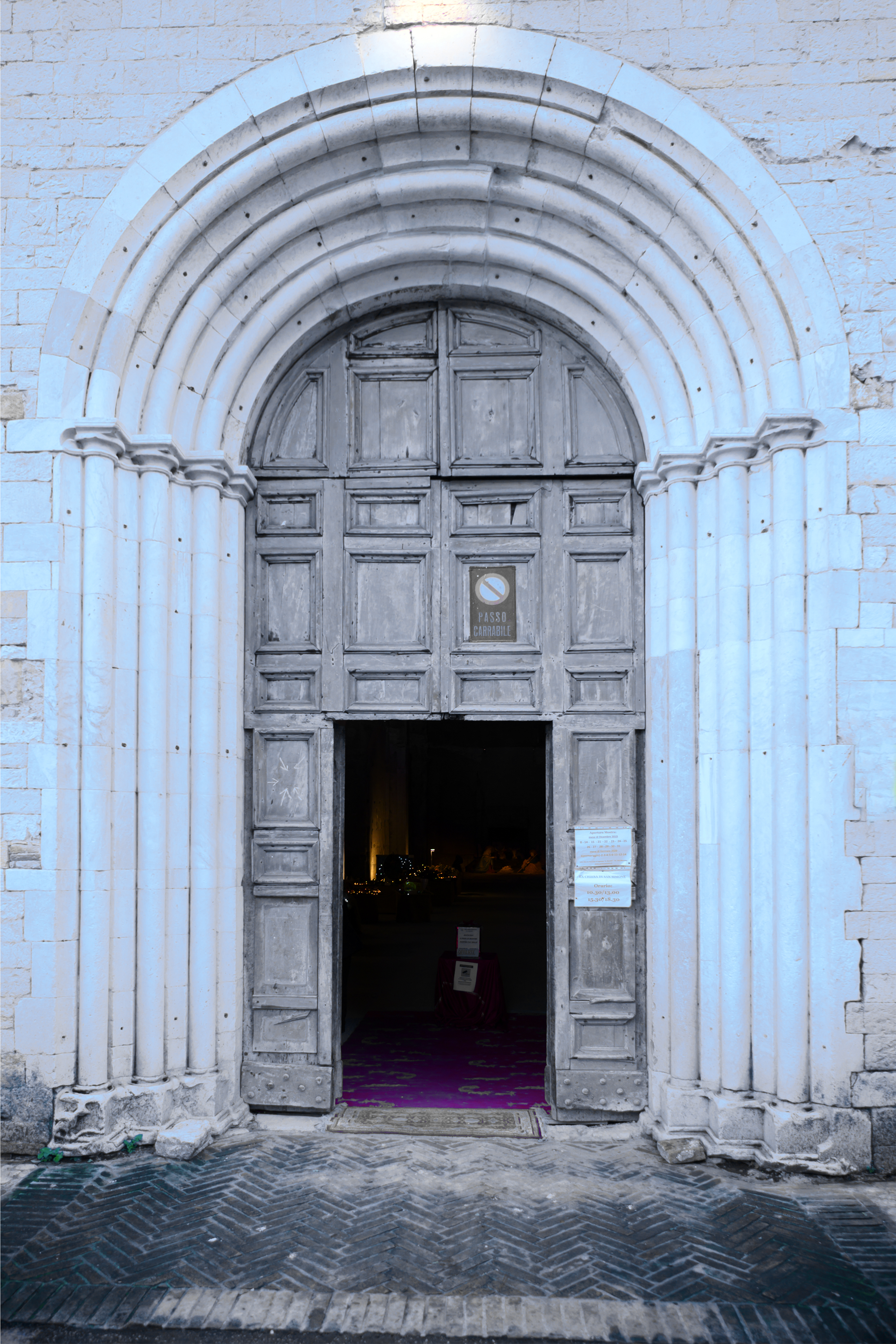
Portale a strombo con quattro rincassi somigliante ai portali delle chiese di San Nicolò e San Domenico.

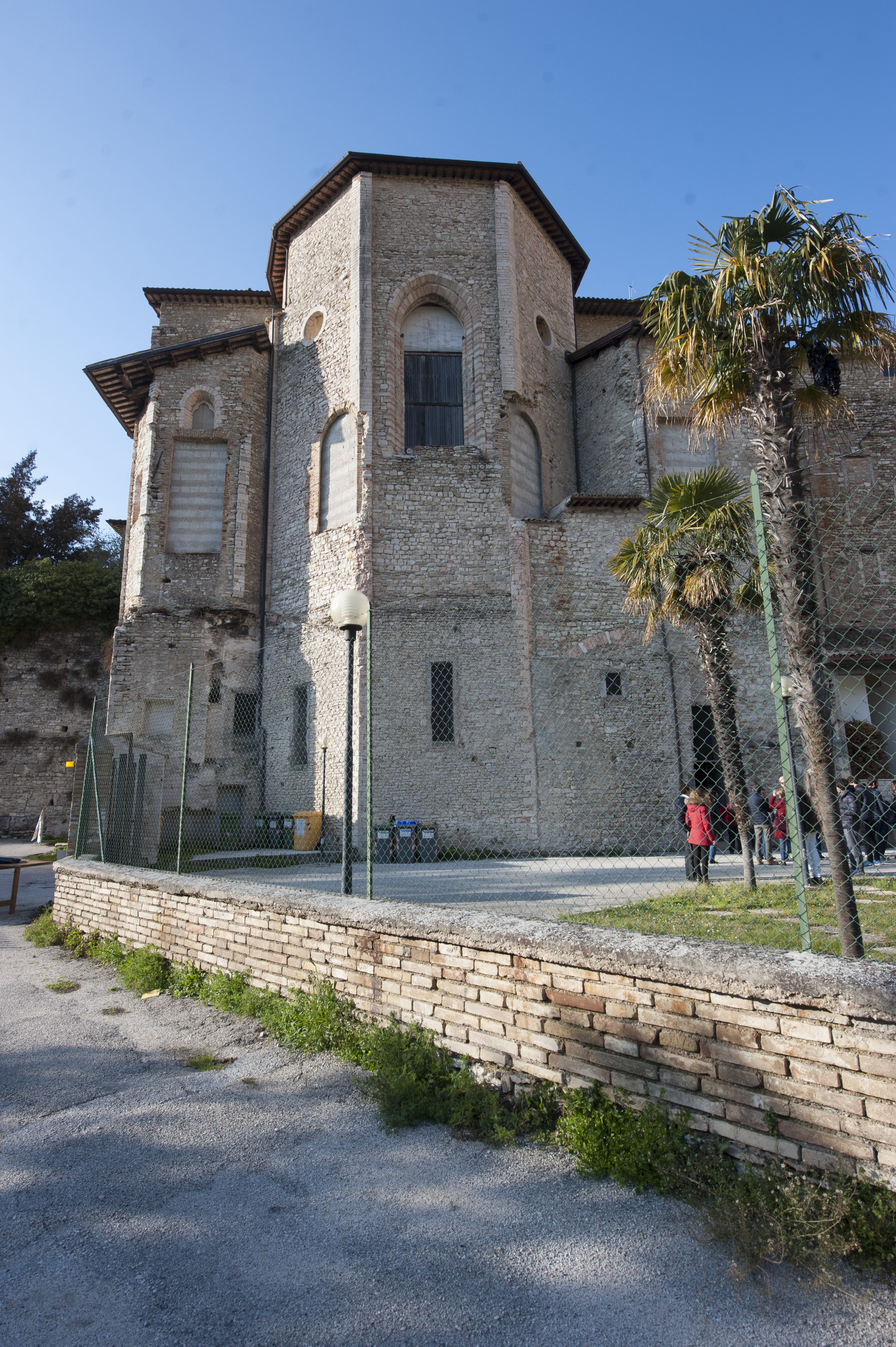
Abside.

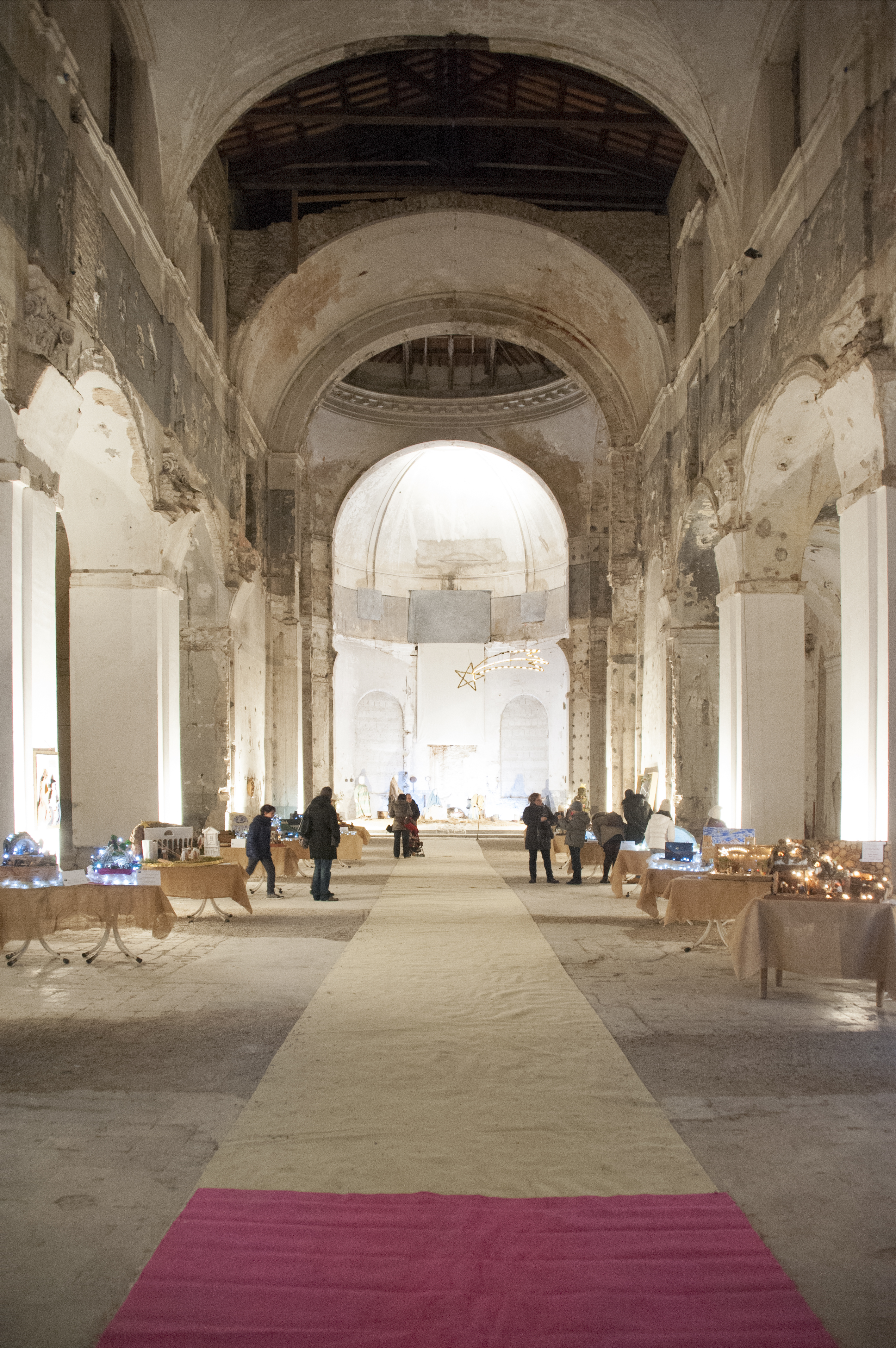
Interno. Dicembre 2017.

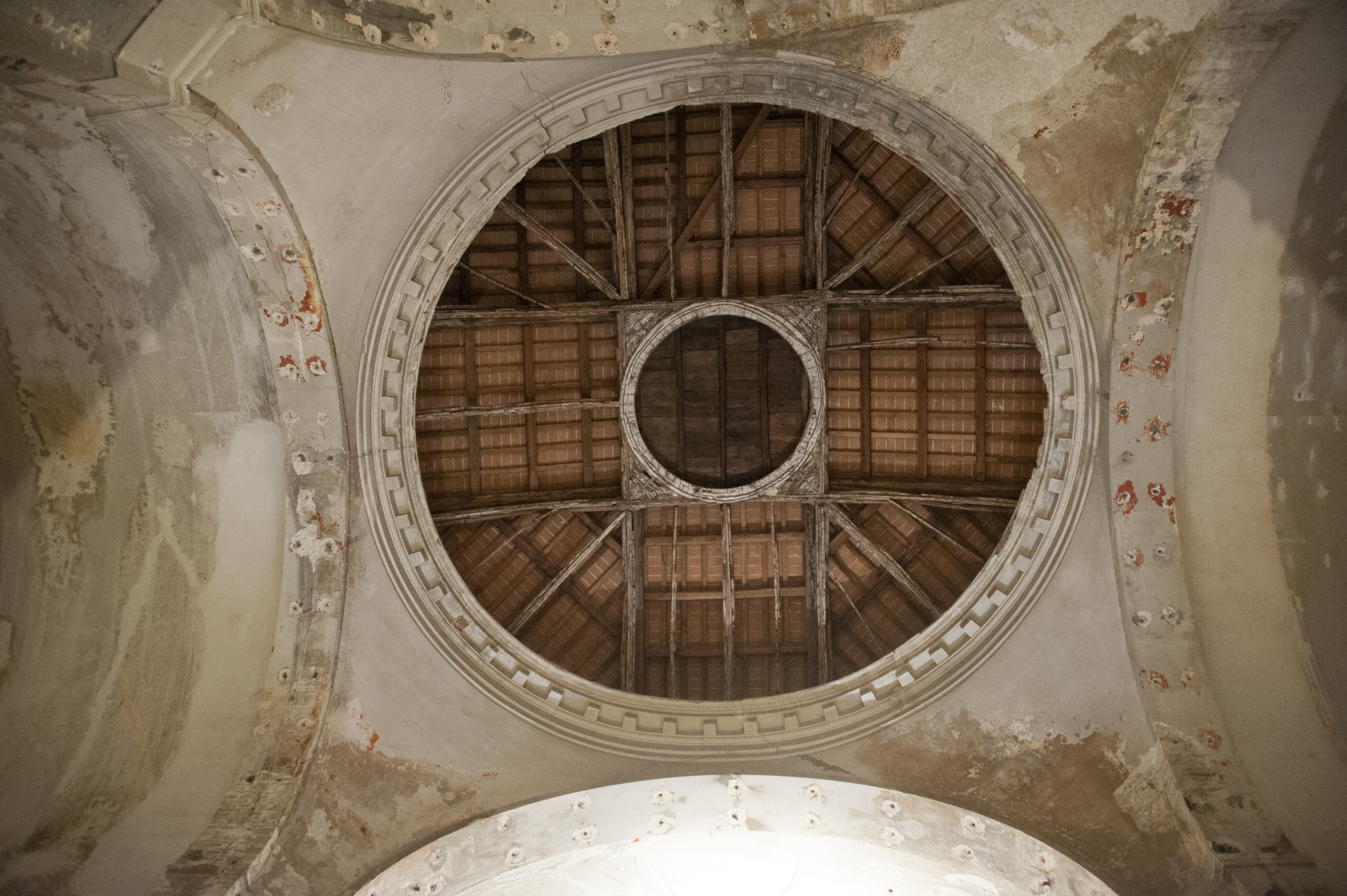
Cupola.

L'ex chiesa dei Santi Simone e Giuda si trova a Spoleto, in piazza Bernardino Campello, vicino alla fontana del Mascherone e alla Rocca Albornoziana. Venne edificata dai francescani a partire dal 1254. L'imponente facciata conserva linee, pietre scritte e stemmi riconducibili al gotico locale influenzato dal romanico. Apparteneva alla vaita Palazzo.
Nel 1863 fu radicalmente modificata dal comune che ne dispose l'utilizzo a caserma. Dal 1893 fino alla metà degli anni cinquanta fu annessa al Convitto per gli orfani dei dipendenti statali che aveva ottenuto in uso gratuito l'attiguo monastero. Da entrambi gli usi, chiesa e monastero furono gravemente danneggiati, devastati nelle decorazioni e nelle strutture.
Le radicali trasformazioni rendono ancora oggi difficile una rilettura architettonica dell'edificio.

Sporadicamente è usata come spazio espositivo e spazio teatrale durante il Festival dei Due Mondi.

L'intero complesso è di proprietà dell'INPS.

## Le origini
Gli Ordini mendicanti francescani, domenicani e agostiniani si insediarono a Spoleto fin dal XII secolo. Ogni congregazione costruì un monastero e un luogo di culto intitolato al proprio santo di riferimento; sorsero così nuovi edifici religiosi sia entro le mura, sia fuori, favorendo l'espansione della città. Quando San Francesco era ancora in vita i frati minori alloggiavano nella piccola chiesa di Sant'Apollinare (dal 1213 circa), posseduta dai benedettini di Sassovivo, residenza troppo piccola per accogliere la crescente schiera dei seguaci del poverello d'Assisi. Si trasferirono quindi in cima al colle Sant'Elia (dove circa un paio di secoli dopo verrà eretta la Rocca), nella chiesa omonima di età altomedievale, poi ampliata nel pieno medioevo.
Nel 1226 il comune e i monaci di San Marco concessero ai frati la disponibilità di un terreno sulle pendici del colle, dove costruirono un modesto convento e una prima chiesa a una sola navata.

## Simone da Collazzone
Il 24 aprile 1250 nel piccolo convento morì Simone da Collazzone (1208-1250), un giovane cavaliere di nobili natali che giovanissimo aveva scelto di vivere seguendo lo stile povero e umile di Francesco d'Assisi. Nel 1221 venne scelto da Cesario da Spira, membro della prima generazione minoritica, per andare in missione evangelica in Germania. Al ritorno condusse santa vita e compì prodigi suscitando un devoto trasporto popolare tra gli spoletini. Il sepolcro, posto all'interno dello stesso convento, divenne oggetto di pubblica venerazione, tanto da spingere i frati a promuovere la sacralizzazione della loro residenza attraverso la costruzione di un ampio monastero e di una chiesa più grande e maestosa. Inoltre, d'accordo con il comune, avanzarono la richiesta di canonizzazione del frate a papa Innocenzo IV.
I lavori iniziarono intorno al 1254, il conventino e la piccola chiesa vennero ampliati probabilmente per mano dell'architetto frate Filippo da Campello che aveva contribuito anche alla realizzazione della Basilica di San Francesco in Assisi. La chiesa ebbe uno sviluppo a tre navate; fu ancora ampliata longitudinalmente dopo il 1300 con l'aggiunta di tre absidi poligonali che oltrepassarono l'antica cinta muraria, così come accadde per la chiesa di San Nicolò.
Ma il processo di canonizzazione di frate Simone non venne mai concluso e la chiesa fu liturgicamente intitolata a San Simone apostolo e a San Giuda. L'omonimia favorì la continuità del sentimento religioso verso il frate le cui reliquie nel 1260 furono tradotte con grande solennità nella nuova chiesa; il sepolcro, adornato con profusione di decori, rimase per molti secoli il più insigne monumento interno all'edificio. Da allora gli spoletini, riferendosi all'intero complesso, lo chiamarono semplicemente San Simone.
Le reliquie del Beato Simone in data imprecisata vennero trasferite nella chiesa di Sant'Ansano; solo recentemente, nel 2018, sono ritornate a Collazzone, precisamente nella chiesa di San Lorenzo dove riposa anche la madre, contessa Matilde.

## Nei secoli successivi
Dopo la costruzione della Rocca Albornoziana, fra il 1363 e il 1367, la zona fu spesso teatro di combattimenti che esposero chiesa e convento a pericoli e soprusi. Braccio Fortebracci, persona empia e crudele, nemico di ogni religione, nel 1419 ospitò i propri soldati nel convento durante l'assedio della Rocca. Progettata come residenza piena di agi e baluardo inespugnabile, divenne un centro importante dello Stato Pontificio e vi succedettero autorevoli governatori; alcuni si comportarono da despoti e tiranni, come Pirro Tomacelli verso cui l'intera cittadinanza si ribellò nel 1433, provocando rappresaglie e trasformando la zona in un campo di battaglia.
Durante il Rinascimento San Simone conobbe una certa tranquillità, era la chiesa più bella e frequentata, oggetto di grande venerazione, la più ambita per le sepolture dei nobili; le famiglie più illustri, i Campello, i Bonavisa, gli Arroni, ecc. avevano il giuspatronato su altari e sepolture. Nel 1643 nel chiostro del convento furono realizzati affreschi rappresentanti Storie di sant'Antonio da Padova, religioso molto legato a Spoleto per aver vissuto da eremita sul Monteluco e per essere stato canonizzato in Duomo nel 1232 da papa Gregorio IX.
Nel 1698 i frati ricevettero in dono frammenti del suo cranio. Così racconta Achille Sansi:
(Achille Sansi)
L'intero complesso fu sottoposto ad importanti restauri e ammodernamenti nel 1544, nel seicento, nel 1710 e più volte per cause sismiche.
Il vescovo Carlo Giacinto Lascaris, in visita pastorale nel 1713, descrisse la chiesa suddivisa in tre navate da archi e colonne; le due navi laterali con tetto a volta e la centrale soffittata; il coro e la sagrestia ampi e ricchi di suppellettili; numerosi oggetti sacri posti a ornamento di nove altari. Riferì inoltre di grandi statue d'argento raffiguranti i santi Simone e Giuda, e di reliquie di sant'Antonio da Padova. Altri documenti manoscritti del XVIII secolo includono tele attribuite a Pietro da Cortona e al Guercino.

## L'uso militare
Le soppressioni napoleoniche e i regii decreti che seguirono l'Unità d'Italia, insieme a una miope amministrazione locale, pregiudicarono il migliore patrimonio architettonico e edilizio di Spoleto. Le chiese e i monasteri coinvolti in entrambi i periodi furono: Sant'Agata, San Giuliano, la chiesa di Santa Maria della Concezione, il Monastero della Stella, San Luca, la chiesa della Trinità, San Gregorio Minore, San Nicolò, San Giovanni Battista, San Domenico.

### La soppressione napoleonica
Fra il 1796 e il 1798 la città dovette accogliere milizie in transito: le prime furono le truppe pontificie che battevano la ritirata incalzate dall'esercito napoleonico. Così scriveva Achille Sansi:
(Achille Sansi)
Dopo la sconfitta pontificia furono cacciate le corporazioni religiose dai conventi che vennero frettolosamente adattati a caserme destinate alle truppe francesi entrate in città il 5 febbraio 1798: a San Simone, San Luca, San Domenico e Rocca vennero destinati i fanti, mentre la cavalleria venne sistemata nelle chiese della Madonna di Loreto e di San Paolo, in tutto circa 12.000 fanti e 1600 cavalli. A San Matteo venne impiantato un ospedale militare. Nel 1808 numerosi militari francesi si radunarono per l'appello a San Simone, in un unico ambiente; per il troppo peso il pavimento crollò improvvisamente, recando gravi danni agli astanti. I frati tornarono a vivere a San Simone dopo il 1815. 

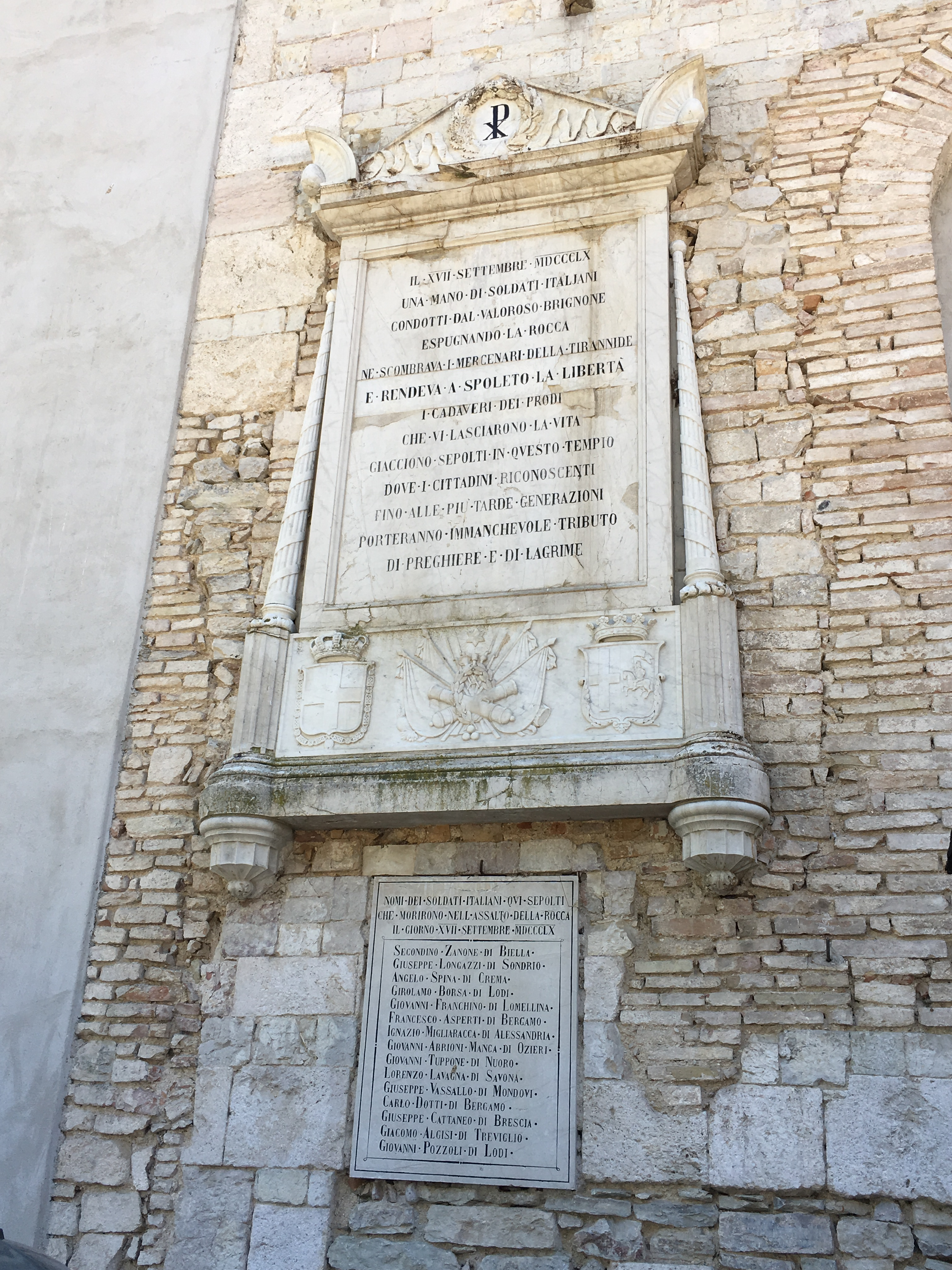
In facciata una lapide ricorda i soldati piemontesi caduti il 17 settembre 1860 quando, guidati da Filippo Brignone, assaltarono la Rocca per liberare la città dalle forze pontificie. Furono sepolti in San Simone.

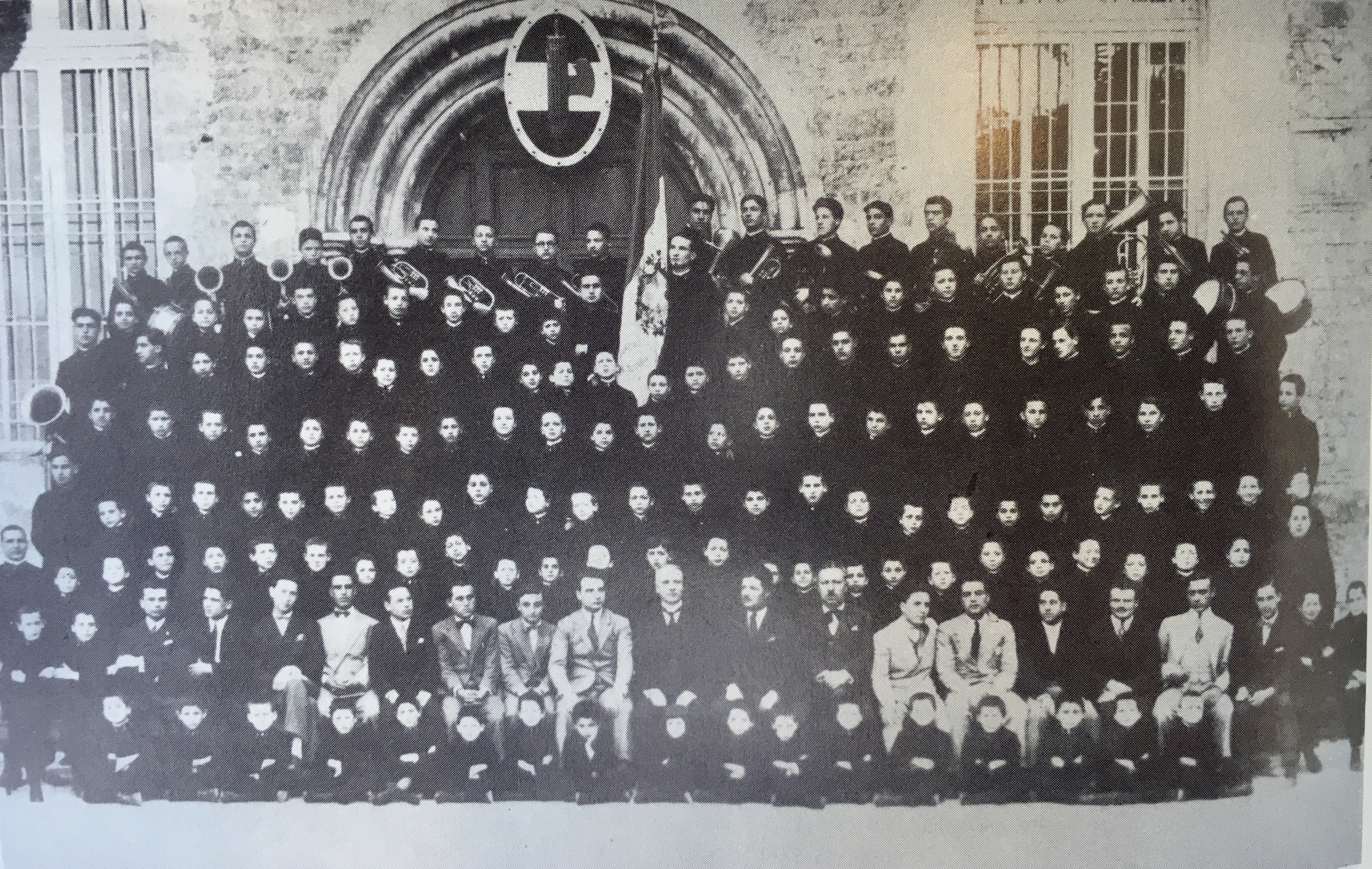
Convittori in posa davanti al portale della chiesa nel 1927.

Durante la dominazione francese Spoleto dimenticò il ritmo di vita tranquillo e provinciale cui era abituata per riguadagnare un ruolo amministrativo di prestigio: fu capoluogo prima del vasto dipartimento del Clitunno e poi di quello del Trasimeno. Per far fronte al notevole incremento di traffici e residenti, soprattutto militari, l'adeguamento a caserma di molti edifici religiosi continuò anche dopo la restaurazione e interessò le stesse sedi che poi, nel periodo post-unitario, saranno scelte per lo stesso scopo, ma con un impatto di gran lunga maggiore.

### Il periodo post unitario
Dopo l'Unità d'Italia il nuovo stato privilegiò Perugia come capoluogo di provincia. Il cambiamento mise a rischio la stabilità economica di Spoleto; per scongiurare la prospettiva di una grave crisi, come risarcimento, lo stato propose al comune di ospitare un reggimento, la cui presenza avrebbe garantito una certa prosperità. L'opportunità, percepita come un privilegio dagli amministratori locali, venne subito colta: in fretta e furia vennero cercate adeguate collocazioni nei fabbricati disponibili entro le mura, principalmente chiese e conventi rimasti vuoti dopo la soppressione delle corporazioni religiose. Nonostante le proteste di Achille Sansi
e Paolo Campello, uno dei primi edifici individuati dal sindaco Giuseppe Sorchi fu la chiesa di San Simone, divenuta ormai libera proprietà comunale.
Dopo un rapidissimo iter burocratico, nel novembre 1863 il comune approvò all'unanimità la trasformazione della chiesa. Dividendo l'interno a metà tramite un solaio sostenuto da pesanti volte, si ricavarono due piani: il primo fu ripartito in quattro cameroni capaci di accogliere 400 letti; rimasero le dignitose linee del rinnovamento secentesco alle pareti e l'antica copertura a capriate. Al piano terra la navata centrale fu spartita longitudinalmente da una fila di pilastri e fu attrezzata a scuderia per 200 cavalli. Si alzarono tramezzi, si coprirono i sepolcri con mattonelle e la chiesa perse ogni parvenza di luogo di culto; fu alterato anche l'esterno: nella facciata e nelle absidi, che conservavano ancora l'aspetto duecentesco, accanto alle monofore vennero aperti grandi finestroni di tutt'altra foggia. Il patrimonio mobile, in assenza di qualsiasi forma di tutela dei beni artistici confiscati a chiese e monasteri, venne prelevato e in parte disperso o rapito, o venduto a privati. Il convento venne totalmente ristrutturato e adattato alle necessità militari, furono anche coperti di bianco gli affreschi del chiostro dedicati a Sant'Antonio da Padova. Il tutto fu realizzato con i fondi governativi stanziati per la sistemazione della traversa nazionale interna.
Si consumò così lo scempio irreversibile di "una delle più antiche e più belle chiese francescane dell'Umbria", una delle più importanti di Spoleto, sia per le memorie storiche e religiose, sia per i pregi artistici. Nei primi anni del secolo scorso Giuseppe Sordini tentò di salvare il salvabile, sollecitò ripetutamente lavori di ripristino, ma riuscì solo a salvare due affreschi nell'abside di sinistra. 

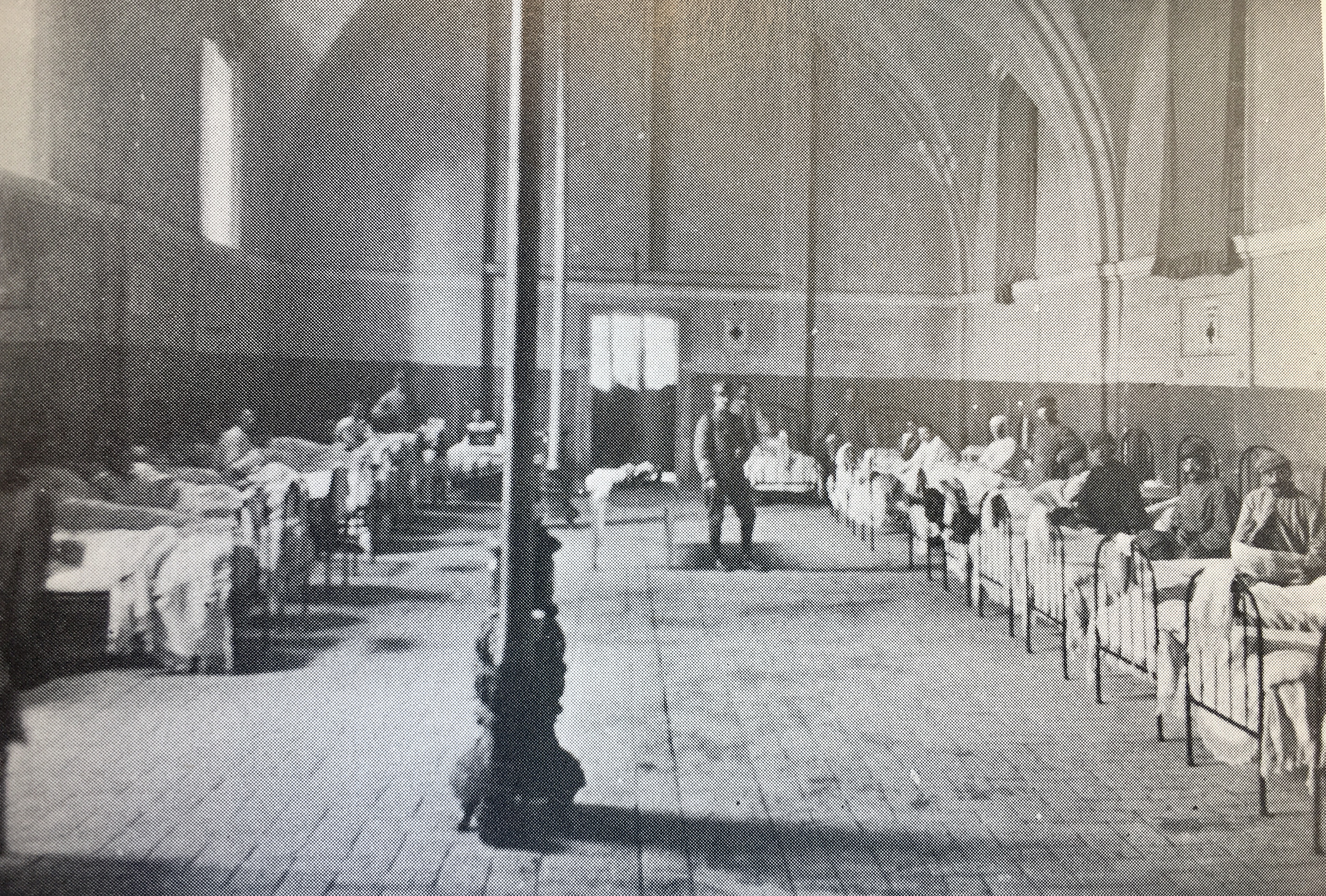
Nel 1915 il primo piano delle chiesa fu sede dell'ospedale della Croce Rossa

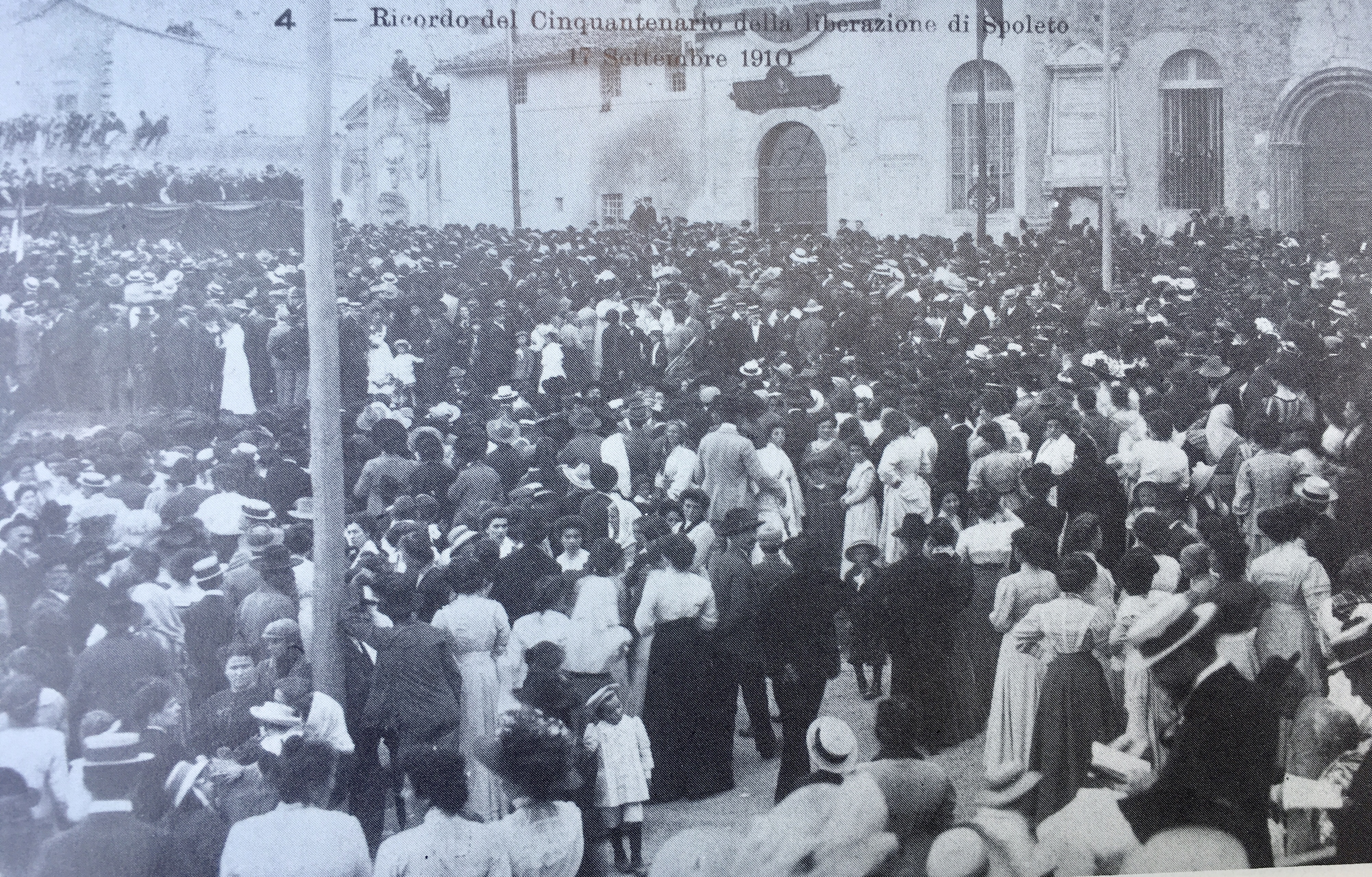
50º anniversario della liberazione di Spoleto. 1910. Sullo sfondo l'ingresso del Convitto e il portale di San Simone.

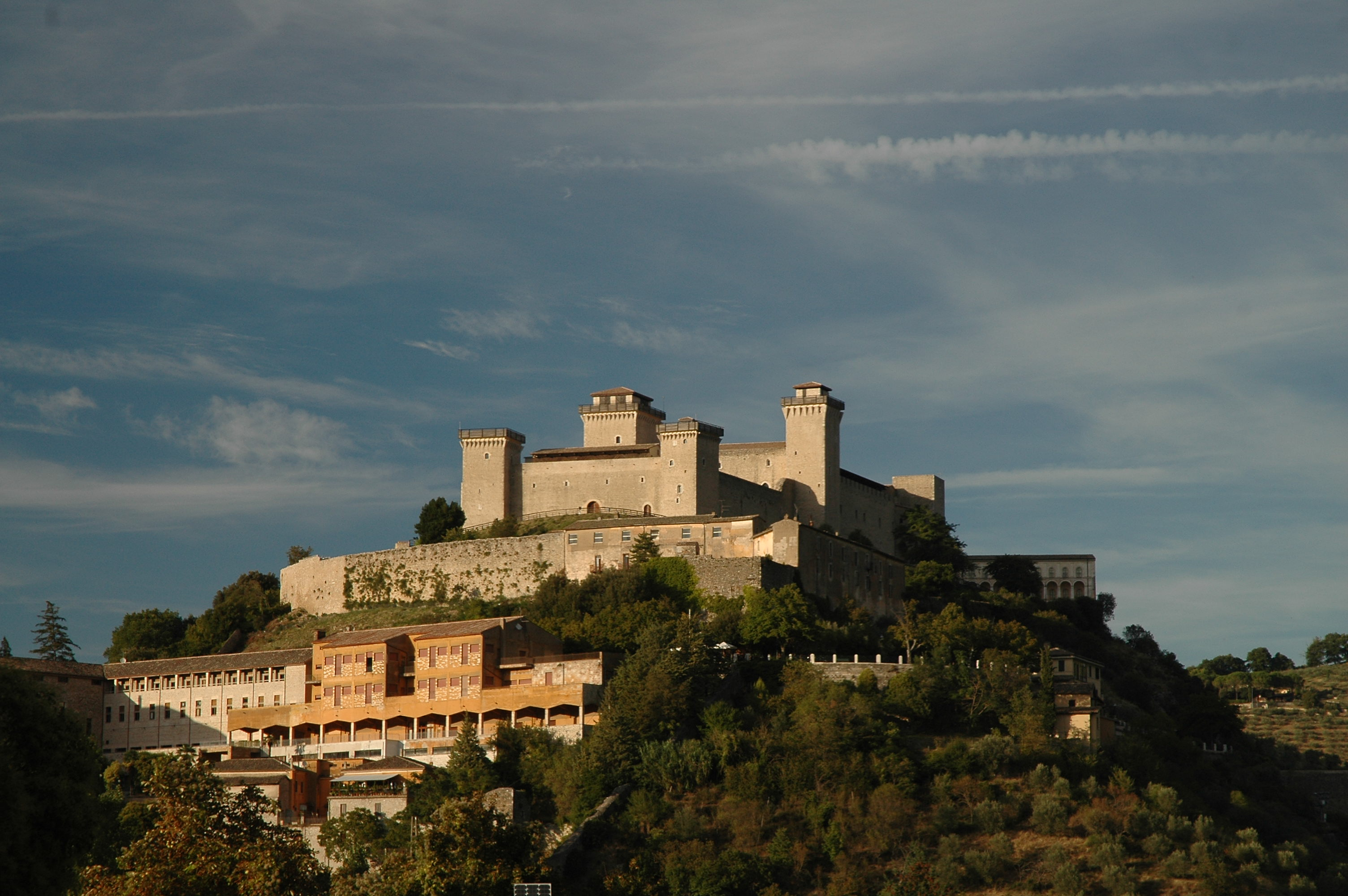
Subito sotto la Rocca, braccio del convento ricostruito nel 1961.

## Il convitto
Nel 1893 i militari sgomberarono per far posto all'Istituto Nazionale Orfani Impiegati Civili dello Stato (INOIS). Il convento francescano dal demanio era passato in proprietà alla famiglia Benedetti, poi alla famiglia Campello e successivamente al comune. I pochi frati rimasti presero le reliquie di Sant'Antonio e si trasferirono nel vicino monastero di Sant'Ansano.
Il 13 aprile 1893 fu redatto l'atto di fondazione del Convitto maschile che prevedeva, tra le altre cose: "la cessione gratuita all'INOIS dello stabile che costituiva l'ex Convento di San Simone attualmente adibito a caserma... L'ampliamento della facciata fino all'angolo con via del Ponte... L'intenzione da parte del comune di recuperare gli affreschi secenteschi del Gubbiotto". L'inaugurazione avvenne il 23 ottobre alla presenza di 21 giovinetti, i primi orfanelli arrivati lo stesso giorno.
Così veniva descritto nel 1922: 
(Benedetto Leonetti Luparini)
In pochi anni gli allievi ospitati aumentarono fino ad arrivare a 150; i dormitori si trovavano al piano superiore della chiesa, così la palestra.
Nel 1900 al convitto fu annessa una scuola di arti grafiche attrezzata per riprodurre foto artistiche, zincotipie e litografie; nel 1903 pubblicò un catalogo di 244 fotografie dell'Umbria meridionale, curato da Giuseppe Sordini come saggio di un'opera più vasta di catalogazione fotografica che però non fu mai completata. Resta comunque ancora oggi un valido riferimento per gli studiosi di storia dell'arte. Nel 1924 venne inaugurato il Convitto femminile che occupò l'ex monastero di San Luca.
Tra il 1954 e il 1961 l'edificio venne sottoposto ad integrali lavori di rinnovamento progettati da Eugenio Montuori: si trasformò il chiostro, compromettendo il recupero degli affreschi secenteschi; si demolì un ampio braccio del convento, che all'esterno conservava ancora le linee antiche, e si sostituì con una nuova costruzione ben visibile dalla strada che arriva in città. La nuova costruzione non è mai apparsa in armonia con il panorama di Spoleto; a chi percorre la Flaminia provenendo da Roma, si presenta, ora come allora, come un corpo estraneo, fuori contesto fra la Rocca Albornoziana e il Ponte delle Torri.
Nella seconda metà degli anni ottanta furono effettuati consistenti lavori di ammodernamento delle strutture per trasformare il convitto in un moderno college: le camerate furono trasformate in camerette a 3 letti; nel 1984 il convitto femminile venne trasferito e accorpato al maschile dando vita al Convitto unificato di Spoleto, tuttora (2021) attivo.

## L'oratorio di San Francesco
Con accesso autonomo all'esterno della chiesa, in via delle Felici, in corrispondenza della tribuna, di cui ricalca la pianta, si trova l'Oratorio di San Francesco, detto anche Falsa cripta o Chiesa di San Girolamo, ricavato nel dislivello creatosi dopo il prolungamento trecentesco della chiesa. Conserva affreschi molto malridotti risalenti al periodo compreso tra i primi del '300 e l'inizio del '400. Dopo l'Unità anche questo spazio fu sede di caserma, la Caserma San Girolamo.
Per alcuni anni, a partire dal 1903, fu sede della Società per la fabbrica di terrecotte e cementi artistici, una bottega artigiana che, per mano di Antonio Cimbelli, realizzò molti lavori artistici in città tra cui i busti di Giosuè Carducci e Giuseppe Sordini, ornamenti nella facciata della chiesa di Sant'Ansano e in numerose cappelle nel cimitero cittadino, secondo il gusto dell'epoca.

## Gli affreschi
- Nel convento:
  - Degli affreschi sbiancati nel chiostro del convento resta solo il commento di Achille Sansi:

(Achille Sansi)
La chiesa e l'Oratorio hanno perso quasi tutte le decorazioni; le poche rimaste, malamente leggibili, sono state puntualmente indagate nel 1986 da Roberto Quirino e attribuite ad anonimo Pittore spoletino di fine XIV secolo.
- In chiesa, nell'abside di sinistra due affreschi:
  - Cristo risorto e i 4 evangelisti. Ai primi anni ottanta del secolo scorso, sotto un arcosolio, venne riscoperto il sepolcro di Mariano Bonavisa (un nobile spoletino vissuto nella prima metà del XV secolo) ornato da affreschi molto malridotti di carattere tardo trecenteschi raffiguranti Cristo risorto, le guardie e i 4 evangelisti[46]. Nel sarcofago gli abiti del defunto furono trovati integri; da allora sono conservati al Museo del tessile e del costume[47][48].
  - Madonna col bambino e un santo, affresco assegnato al primo trecento da Angiola Maria Romanini; nella figura del santo è stato riconosciuto Ludovico di Tolosa[49].
- In chiesa, nel muro destro della navatella di sinistra un affresco:
  - Madonna col bambino sul tipo della Madonna dell'Umiltà, situato in un rincasso con terminazione trilobata a rilievo, di gusto tardogotico, risalente al primo quattrocento[50].

- Nell'Oratorio di San Francesco, ridotti malissimo sette affreschi:
  - affresco a tre scomparti: nel primo una santa, probabilmente Santa Scolastica; al centro Sant'Ansano, a destra una stoffa decorata.
  - Teoria di santi: San Cristoforo, Sant'Apollonia, San Michele arcangelo, Santa Caterina d'Alessandria e Sant'Antonio abate. L'affresco si presenta molto danneggiato; la composizione è stata desunta da una foto dei primi del novecento[51].
  - La mano di San Francesco che riceve le stimmate dal Serafino alato
  - Crocifisso (sinopia)
  - Pietà (sinopia)
  - Madonna della Misericordia protettrice delle comunità religiose, raffigurata con un ricco manto foderato di ermellino e la veste decorata.
  - Santo Vescovo e San Leonardo

## I dipinti di Jacopo Vincioli
- Madonna con Bambino e i Santi Francesco, Bernardino da Siena e Antonio da Padova e il Beato Simone, pala d'altare dipinta da Jacopo Vincioli intorno al 1460, messa a ornamento del sepolcro di Simone da Collazzone. Venne posta al sicuro nelle stanze comunali[52] al tempo dell'occupazione napoleonica. Dal 2007 è esposta al Museo nazionale del Ducato[53].
- Santi Giovanni Battista e Pietro, tavola scoperta nel 1861 nella sagrestia di San Simone da Giovanni Battista Cavalcaselle e Giovanni Morelli. I due studiosi, inviati dal Ministero dell'Istruzione Pubblica, per segnalare il valore dell'opera, le apposero il "Regio sigillo", riservato solo a tre opere spoletine[54]. La tavola era parte di un polittico commissionato dai frati a Jacopo di Vinciolo nel 1466 per l'altare maggiore. Solo il pannello laterale sinistro è giunto fino a noi, anch'esso è conservato al Museo del Ducato; gli altri due pannelli, andati perduti, raffiguravano la Madonna e il Bambino.

## Interventi recenti
- Nel 1983, prima di procedere al restauro dell'edificio, vennero effettuati scavi archeologici e sondaggi immediatamente al di sotto della pavimentazione della chiesa; fu rinvenuto materiale fittile e bronzeo databile all'età del Bronzo[55].
- Nel 1984 si procedette ad un primo consolidamento dell'edificio.
- Nel 2003[56] una ditta veneta effettuò un intervento conservativo della facciata in materiale lapideo ed intonaco[57].
- Nel 2011 alcuni frammenti degli affreschi nell'Oratorio furono sottoposti a interventi di consolidamento[58].
- Fra il 2007 e il 2012 numerosi cicli di scavi vennero effettuati sul colle Sant'Elia al fine di completare la rimessa in luce della chiesa di Sant'Elia e del convento ad essa connesso, sede francescana precedente alla chiesa di San Simone[59].